# Dayton (Idaho)
Dayton es una ciudad ubicada en el condado de Franklin en el estado estadounidense de Idaho. En el año 2010 tenía una población de 463 habitantes y una densidad poblacional de 27,08 personas por km².

## Geografía
Dayton se encuentra ubicado en las coordenadas 42°6′42″N 111°59′6″O / 42.11167, -111.98500. Según la Oficina del Censo, la localidad tiene un área total de 17,1 km² (6,6 mi²), de la cual 17,1 km² (6,6 mi²) es tierra y 0 km² (0 mi²) (0.0%) es agua.

## Demografía
En el 2000 la renta per cápita promedia del hogar era de $36,442, y el ingreso promedio para una familia era de $37,308. En 2000 los hombres tenían un ingreso per cápita de $26,786 contra $22,188 para las mujeres. El ingreso per cápita para la localidad era de $11,653. Alrededor del 8.8% de la población estaba bajo el umbral de pobreza nacional.